# Glaciar Geikie
El Glaciar Geikie (en inglés: Geikie Glacier) es un glaciar que fluye hacia el noreste a lo largo del flanco norte de la Cordillera de San Telmo en el extremo sudoeste de la bahía Grande, de la isla San Pedro del archipiélago de las Georgias del Sur. Además se encuentra al sur del glaciar Neumayer y al oeste del glaciar Lyell.
Se trazó por primera vez por la Expedición Antártica Sueca, 1901-1904, bajo Otto Nordenskjöld, que le dio el nombre de Sir Archibald Geikie, geólogo escocés señalado y el director general del Servicio Geológico de Gran Bretaña durante 1882-1901. 